# Jŏn Ha Ch’ŏl
Jŏn Ha Ch'ŏl, również Jon Ha Chol (kor. 전하철, ur. 22 kwietnia 1928) – północnokoreański polityk, wicepremier KRLD. Ze względu na przynależność do najważniejszych gremiów politycznych Korei Północnej, uznawany za członka elity władzy KRLD.

## Kariera
Jŏn Ha Ch'ŏl urodził się 22 kwietnia 1928 roku w powiecie Huch'ang w prowincji P’yŏngan Północny (obecnie powiat Kimhyŏngjik w prowincji Ryanggang). Absolwent Uniwersytetu im. Kim Ir Sena w Pjongjangu. Karierę polityczną rozpoczynał jeszcze w latach 60. XX wieku jako wicedyrektor departamentu w kancelarii premiera KRLD. W listopadzie 1970 roku, w ramach postanowień 5. Kongresu Partii Pracy Korei po raz pierwszy został zastępcą członka Komitetu Centralnego PPK. Stanowisko to utrzymał po 6. Kongresie w październiku 1980 roku.
W czerwcu 1983 objął stanowisko przewodniczącego Komisji Planowania Gospodarczego w prowincji Ryanggang. Pełnoprawnym członkiem KC został po raz pierwszy w grudniu 1983 roku. W Komitecie Centralnym od października 1987 roku pełnił funkcję wicedyrektora jednego z departamentów. Od lutego 1989 wicedyrektor rządowej instytucji zajmującej się centralnym zarządzaniem surowcami. W czerwcu 1990 roku Jŏn Ha Ch'ŏl został osobistym sekretarzem ówczesnego przywódcy Korei Północnej, Kim Ir Sena. 
Deputowany Najwyższego Zgromadzenia Ludowego KRLD, parlamentu KRLD, od VII do IX kadencji (tj. w okresie od lutego 1982 do września 1998 roku), a także od czerwca 2010 (gdy objął wakujący mandat po jednym ze zmarłych parlamentarzystów) w obecnej, XII kadencji.
W 2006 objął stanowisko wicedyrektora Wydziału Planowania Finansowego w Komitecie Centralnym. Podczas 3. Konferencji Partii Pracy Korei 28 września 2010 roku po raz drugi zasiadł w samym Komitecie Centralnym. Wtedy także został wicepremierem północnokoreańskiego rządu.
Po śmierci Kim Dzong Ila w grudniu 2011 roku, Jŏn Ha Ch'ŏl znalazł się na wysokim, 32. miejscu w 233-osobowym Komitecie Żałobnym. Świadczyło to o formalnej i faktycznej przynależności Jŏn Ha Ch'ŏla do grona ścisłego kierownictwa politycznego Koreańskiej Republiki Ludowo-Demokratycznej. Według specjalistów, miejsca na listach tego typu określały rangę polityka w hierarchii aparatu władzy.

## Odznaczenia
Odznaczony Orderem Kim Ir Sena (kwiecień 1985), ponadto kawaler Orderu Kim Dzong Ila (luty 2012).